# Фарерська вівця

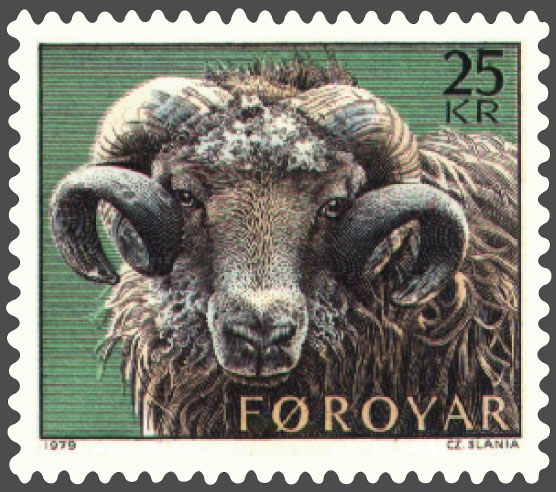
Марка Фарерських островів, випущена 19 березня 1979

Фарерська вівця — порода овець, виведена на Фарерських островах. Тварина зображена на історичному гербі Фарерських островів. Навіть назва Faeroe означає «овечі острови».

## Опис
Це короткохвоста, мала й дуже витривала порода. Фарерські вівці існують природним чином, маючи багатьох різних кольорів, від білого минаючи світло й темно-червоні до чорного. Основним кольором може бути білий (30 %), чорний (30 %) або сірий (30 %), з високою частотою рябих тварин. Трапляються коричнево- й чорно-коричнево-смугі вівці. Переважна більшість баранів рогаті, а більшість (2/3) самиць з обрізками ріг. Фарерські вівці не мають природних хижаків, мають тенденцію до територіальності й пасуться вільно цілий рік невеликими групами на пасовищах, від луків до бурхливих скелястих вершин гір і пишних пташиних скель, попри дощі й вітри. Вони добре пристосовані до гірської місцевості. Улітку вівці пасуться на великих висотах, але восени й на початку зими поступово переходять донизу. У разі снігових днів сіно або силос стають додатковим харчуванням. Маса самців може коливатися від 30 кг, при пасінні на жорстких пагорбах до більш ніж удвічі більшої при пасінні на багатшій землі. Точно так же, вага самиць буде варіюватися від 25 кг. Чисельність населення становить 70 129 (2007 рік) дорослих овець і є стабільним з року в рік. Середній розмір приплоду становить 1,1 ягнят. Вовна двошарова. Діаметр волокна в діапазоні від 12 мкм до 80 мкм.

## Історія
Фарерські вівці належать до Північної куцохвостої групи і походять від овець, привезених на острови ірландськими ченцями в VII-му і VIII-му століттях, хоча вважається, що їхній основний родовід походить від ісландських та старонорвезьких овець. Порода була збережена в ізоляції на островах і генетичний вплив інших порід був мінімальним.
Фарерські вівці вже давно є невід'ємною частиною острівних традицій. Сільськогосподарська політика Фарерських о-вів, упродовж багатьох століть розділила пасовища на земельні ділянки, з відповідними мітками, на яких дозволена така кількість вівцематок, яку земля може підтримувати. Кількість овець, що пасуться на гектарі коливається залежно від місця від 0.3 до 3.8. У кінці XIX — на початку XX століть, було привезено певну кількість шотландських овець, ув основному задля кращої шерсті. Як наслідок, це призвело до появи змішаної породи; однак більшість з них як і раніше, залишаються породистими.

## Значення
Традиційно, шерсть і шерстяні вироби були провідним економічним фактором для фарерських домогосподарств. Значну кількість светрів було експортовано на постійні замовлення данської армії, особливо під час наполеонівських воєн. Упродовж 1600-х років використовувалися також вовняні шкарпетки. Норвезький парламент видав указ у 1898 році, що вся норвезька піхота має носити фарерські светри під формою в зимовий час. Шерсть і досі використовується, але в значно менших масштабах. Светри, шкарпетки і шалі є найпопулярнішими і для домашнього використання, і для туристичної індустрії. Нині порода в основному зберігається на м'ясо, з широким розмаїттям місцевих страв, наприклад, сушеного на повітрі м'яса.